# Bouqueval
Bouqueval är en kommun i departementet Val-d'Oise i regionen Île-de-France i norra Frankrike. Kommunen ligger i kantonen Gonesse som tillhör arrondissementet Sarcelles. År 2022 hade Bouqueval 306 invånare.

## Befolkningsutveckling
Antalet invånare i kommunen Bouqueval
| Referens: INSEE |